# 쇼난 모노레일

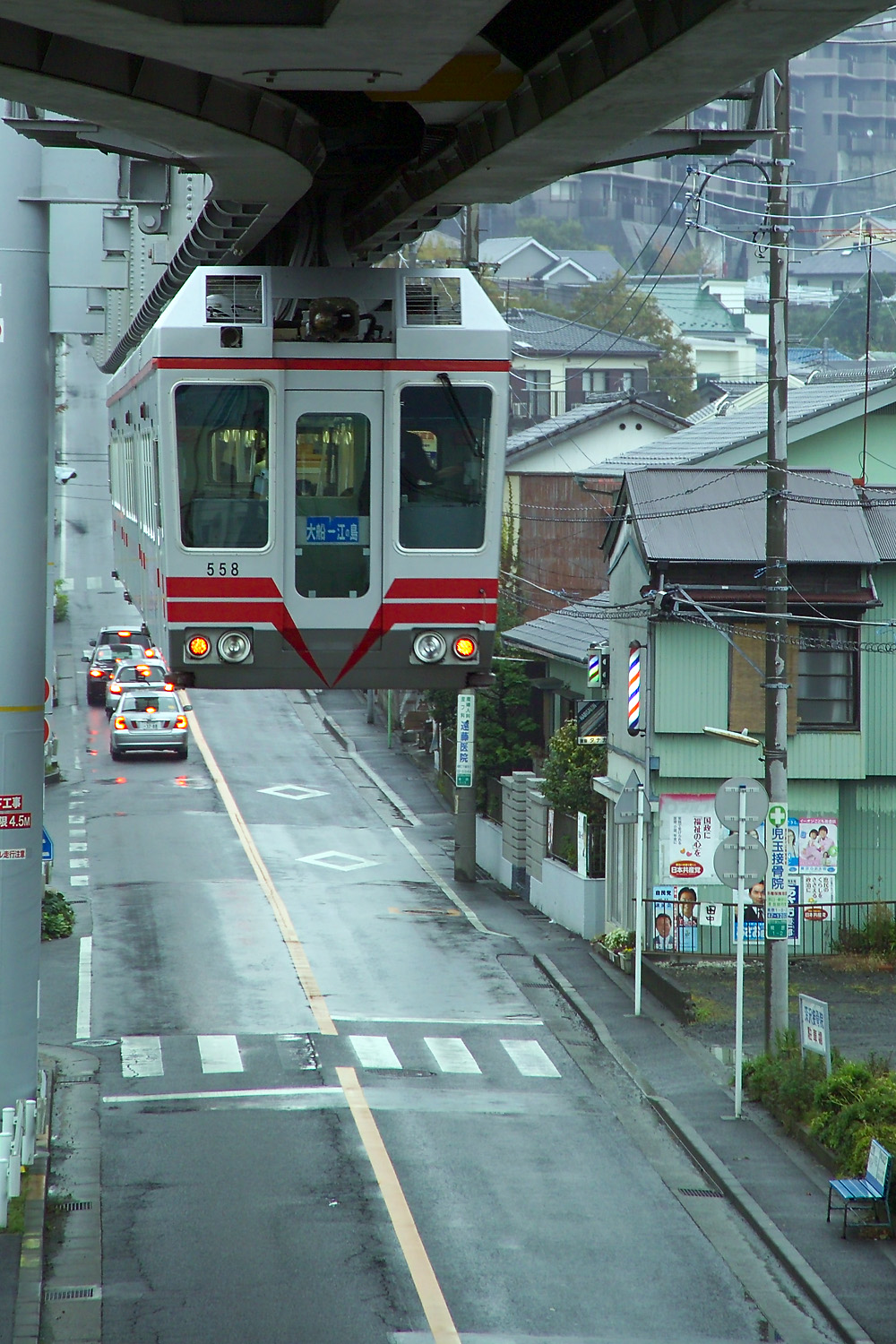
도로 위를 달리는 쇼난 모노레일 500형 전동차 (2008년 11월)

쇼난(湘南) 모노레일은 일본(日本)의 가나가와현(神奈川県) 카마쿠라 시(鎌倉市)에 있는 현수식 모노레일의 여객 영업 노선을 운영하는 일본의 민간 기업이다.

## 연혁
현수식(懸垂式) 모노레일의 기술 개발을 목적으로 결성된 프랑스의 기업 연합 사페지에서부터 기술도입한 미쓰비시 중공업을 위시한 미쓰비시 그룹은 실용적 시범선 인 나고야시 히가시야마 공원 모노레일 (1964년부터 1974년까지 운행)으로 경험을 쌓은 뒤에 본격적인 대중 교통수단으로서 가마쿠라시에 있는 도카이도 선 오후나역에서 경승지로서 알려진 에노섬까지 모노레일 노선의 건설하기 위해 1966년 쇼난 모노레일 회사를 설립하였다. 1970년에 쇼난 모노레일 에노시마 선 제1단계 구간이 개통되었으며 1971년에는 현재의 종착역인 쇼난에노시마 역까지 연장되었다.

## 궤도
사페지 현수식 모노레일의 궤도 구조는 강철제 상자형 거더 의 하부 중앙에 마련된 슬릿에서 차량을 현수시킬 방식이며 궤도는 좌우 대칭이므로 선로 전환기 부설이 용이하며 거더 지주의 설치 위치에 대한 자유도가 높다. 주행로는 날씨의 영향을 받지 않은 구조인 때문에 이 노선의 최대 구배는 7.4%이며 최소 곡선 반경은 100m (정거장에 있어서는 50m)이다. 터널은 2개소 있으며 그 단면은 비교적으로 크다. 궤도 아래는 과반이 당시 민간 유료도로 이었다. 사페지 현수식 모노레일의 기술은 일본에서는 공개되지 않으며 미쓰비시 그룹이 독점 중에 있다.

## 같이 보기
- 쇼난 모노레일 에노시마 선
- 게이힌 급행선